# Rudolf Fichtner (Fußballspieler)
Rudolf Fichtner (* 11. Oktober 1951) ist ein deutscher Fußballspieler. Für den FC Bayern Hof spielte er in den 1970er Jahren in der zweitklassigen Regionalliga und der 2. Bundesliga.

## Sportlicher Werdegang
Der aus Fuchsmühl stammende Fichtner rückte rund um das Jahr 1970 in die Wettkampfmannschaft des FC Bayern Hof, der seinerzeit in der zweitklassigen Regionalliga Süd antrat. In der Spielzeit 1971/72 wurde er mit der Mannschaft hinter dem Bundesliga-Absteiger Kickers Offenbach Vizemeister, in der anschließenden Aufstiegsrunde zur Bundesliga verpasste sie mit nur zwei Siegen den Sprung in die Erstklassigkeit. Dabei lief Fichtner in allen acht Spielen der Runde auf, bei der 3:4-Niederlage bei Borussia Neunkirchen war er neben Ludwig Schuster und Helmut Achatz einer der drei Hofer Torschützen. 
Im Sommer 1974 qualifizierte sich Fichtner mit dem Klub für die neu eingeführte 2. Bundesliga. Unter dem zurückgeholten Trainer Heinz Elzner war er Stammspieler als der Klub in der Spielzeit 1974/75 um den Aufstieg in die Bundesliga spielte. Letztlich fehlten zwei Punkte auf den zweiten Tabellenplatz, Fichtner hatte 37 in 37 Saisonspielen zwei Tore erzielt. In den folgenden Jahren konnte er mit der Mannschaft in der Liga nicht an die Erfolge anknüpfen, im DFB-Pokal 1975/76 erreichte er mit dem Einzug ins Achtelfinale – dort bedeutete eine 0:2-Niederlage gegen den Bundesligisten Hamburger SV das Aus – den größten Erfolg. 1978 stieg er mit der Mannschaft in die neu eingeführte drittklassige Bayernliga ab, in der der Klub 1980 ebenso die Klasse nicht mehr halten konnte.
Später lief er noch für den FC Wacker Marktredwitz unter anderem in der Landesliga Bayern auf. Nach dem Ende seiner aktiven Laufbahn engagierte er sich bei der SpVgg Wiesau aus seinem Heimatort Fuchsmühl als Funktionär in der sportlichen Leitung. 